# Kontanter

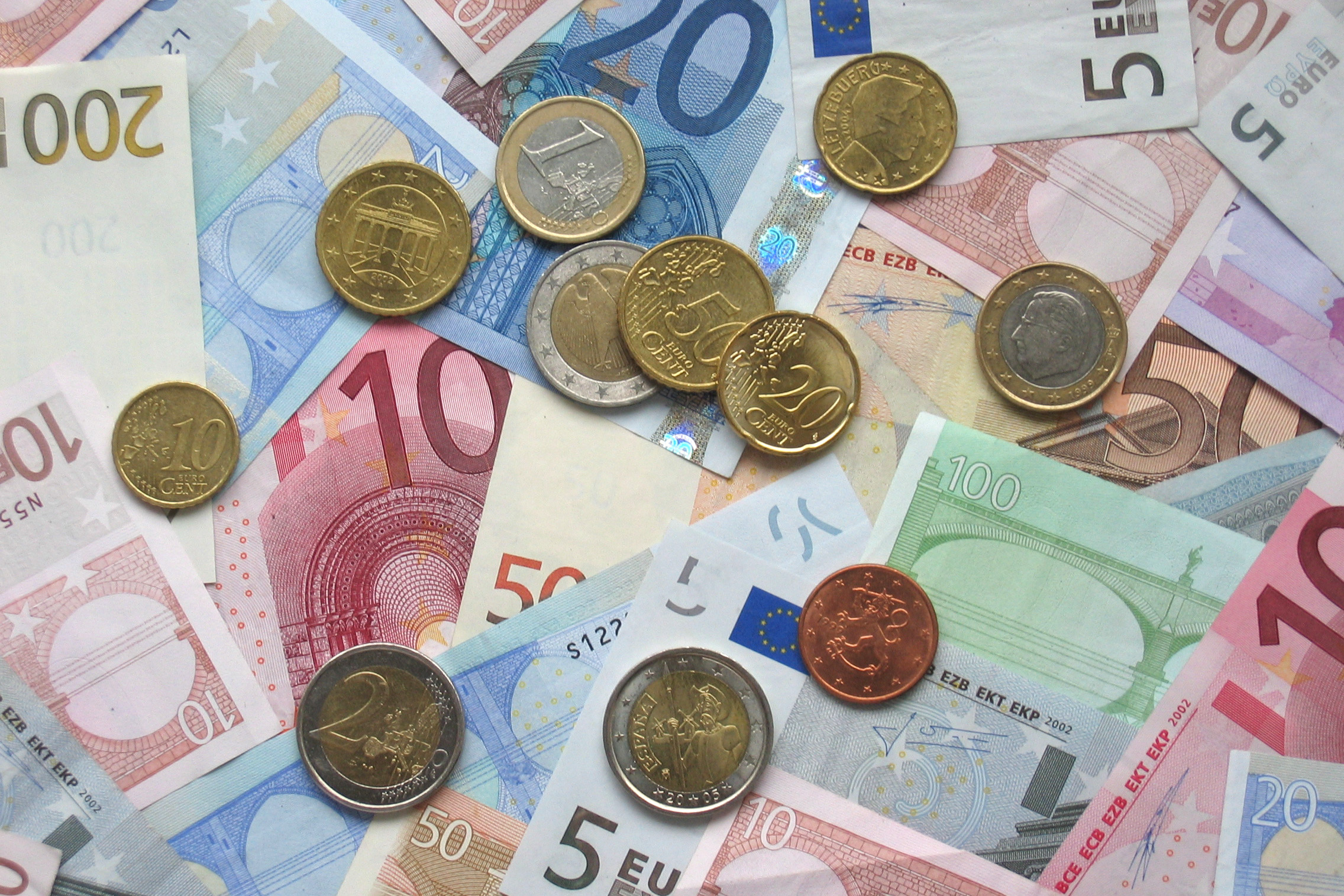
Kontanter.

Kontanter (i plural) är fysiska pengar som sedlar och mynt. De utges ofta av en centralbank, där staten står garant för deras värde, men har särskilt historiskt även givits ut av privata banker. Kontant (i singular) syftar på en betalning med kontanter eller en kontant betalning.

## Kontant betalning
Med kontant betalning avses att betalningen sker samtidigt som varan eller tjänsten levereras. I utvidgad betydelse innebär det att betalningen inte behöver ske just med sedlar och mynt, utan kan också handla om en betalning med check eller en penningöverföring från köparens till säljarens bankkonto som görs samtidigt med leveransen. I denna utvidgade betydelse är kontant betalning att se som motsatsen till kreditbetalning.
En äldre betydelse av ordet kontant är även "nöjd, förtrolig".

## Kontanter
Per den 30 september 2024 var värdet av svenska kronor i cirkulation 57 miljarder. Det kan jämföras med genomsnittliga värdet av svenska kronor i cirkulation för 2012 som var 94 miljarder kronor. Det motsvarade 9837 kronor per person oavsett ålder. Antalet sedlar 2012 var 336 miljoner eller 35 sedlar per person.